# Soleella
Soleella — рід грибів родини Rhytismataceae. Назва вперше опублікована 1967 року.